# Brita Gylta
Brita Gylta, född 1560 på Hedensö gods i Näshulta socken, Södermanland, död 1646, var en svensk hovfunktionär. Hon utnämndes till hovmästarinna för drottning Maria Eleonora av Brandenburg 1628. 
Brita Gylta var dotter till riksrådet och översteskattmästaren Bengt Gylta i släkten Gylta och Ingeborg Krumme.
Brita Gylta gifte sig 1588 med ryttmästare Knut Jönsson Kurck till Laukko (1541–1598), häradshövding i Satakunda. Vid giftermålet erhöll hon godset Laukko till morgongåva och genom giftet med Knut Kurck kom godset Hedensö till ätten Kurck och förblev i dess ägo till 1783. Vid makens död beviljades hon ett så kallat nådevedermäle av tvåhundra dagsverken. 
Barn
1. Catharina, född 1589, död ogift.
2. Jöns Knutsson Kurck den yngre (1590–1652), 1651 upphöjdes han till friherre av Lempälä. Gift med Sofia De la Gardie. Paret fick Knut, Gustaf och Gabriel Kurck.
3. Ingeborg, död 1648. Gift 1620 med landshövdingen Arvid Horn af Kanckas.
4. En son som dog ung, nämnd bland gäster på Åbo slott